# 저지섬 축구 국가대표팀
저지섬 축구 국가대표팀은 영국에 속해있는 채널 제도의 한 지역인 저지섬을 대표하는 축구팀이다. 이 팀은 FIFA 및 유럽 축구 연맹 회원국이 아니기 때문에 FIFA 및 유럽 축구 연맹이 주관하는 대회에는 참가하지 않는다. 뮤라티컵에서는 54번의 우승컵을 들어올렸는데 이 가운데 1937년 대회에서 공동 우승을 차지했고 준우승도 36번이나 차지했으며 아일랜드 게임 축구에는 12번 출전하여 금메달 3개, 동메달 5개를 획득하면서 건지섬과 함께 이 대회 최다 우승팀으로 기록되어 있다.